# Terrell Hills (Teksas)
Terrell Hills je grad u američkoj saveznoj državi Teksas. Prema popisu stanovništva iz 2010. u njemu je živjelo 4.878 stanovnika.